# Guido Fulst
Guido Fulst (Wernigerode, Saxònia-Anhalt, 7 de juliol de 1970) va ser un destacat ciclista alemany. Nascut a Alemanya de l'Est va defensar els seus colors fins a la reunificació alemanya.
Especialista en pista, especialment en la persecució per equips. En aquesta modalitat va obtenir dues medalles d'or als Jocs Olímpics, i nou medalles als Campionats del món, quatre d'elles d'or.

## Palmarès en pista
- 1989
  -  Campió del món de Persecució per equips (amb Steffen Blochwitz, Carsten Wolf i Thomas Liese)
- 1992
  -  Medalla d'or als Jocs Olímpics de Barcelona en Persecució per equips (amb Stefan Steinweg, Jens Lehmann, Andreas Walzer i Michael Glöckner)
  -  Campió d'Alemanya en Persecució per equips (amb Michael Bock, Jan Norden i Stefan Steinweg)
- 1993
  -  Campió d'Alemanya en Persecució per equips (amb Lars Teutenberg, Erik Weispfennig i Stefan Steinweg)
- 1994
  -  Campió del món de Persecució per equips (amb Andreas Bach, Jens Lehmann i Danilo Hondo)
  -  Campió d'Alemanya en Persecució
  -  Campió d'Alemanya en Persecució per equips (amb Andreas Bach, Robert Bartko i Erik Weispfennig)
- 1995
  -  Campió d'Alemanya en Persecució per equips (amb Rüdiger Knispel, Heiko Szonn i Robert Bartko)
- 1996
  -  Campió d'Alemanya en Persecució per equips (amb Christian Lademann, Heiko Szonn i Robert Bartko)
- 1999
  -  Campió del món de Persecució per equips (amb Robert Bartko, Jens Lehmann i Daniel Becke)
  -  Campió d'Alemanya en Madison (amb Thorsten Rund)
- 2000
  -  Medalla d'or als Jocs Olímpics de Sydney en Persecució per equips (amb Daniel Becke, Jens Lehmann i Robert Bartko)
  -  Campió del món de Persecució per equips (amb Sebastian Siedler, Jens Lehmann i Daniel Becke)
  -  Campió d'Alemanya en Persecució per equips (amb Andreas Müller, Andre Kalfack i Robert Bartko)
- 2002
  -  Campió d'Alemanya en Persecució
- 2003
  -  Campió d'Alemanya en Madison (amb Andreas Müller)
- 2004
  -  Medalla de bronze als Jocs Olímpics d'Atenes en Puntuació
  -  Campió d'Alemanya en Puntuació
  - 1r als Sis dies de Berlín (amb Robert Bartko)
- 2005
  -  Campió d'Alemanya en Persecució per equips (amb Karl-Christian König, Leif Lampater i Robert Bartko)
  -  Campió d'Alemanya en Madison (amb Robert Bartko)
- 2006
  -  Campió d'Alemanya en Persecució per equips (amb Karl-Christian König, Robert Kriegs i Robert Bartko)
  - 1r als Sis dies de Stuttgart (amb Leif Lampater i Robert Bartko)
- 2007
  - 1r als Sis dies de Berlín (amb Leif Lampater)

### Resultats a laCopa del Món
- 1997
  - 1r a Fiorenzuola d'Arda, en Madison
  - 1r a Quartu Sant'Elena, en Puntuació
- 1998
  - 1r a Berlín, en Persecució per equips
- 1999
  - 1r a València, en Persecució per equips
- 2003
  - 1r a Moscou i Sydney, en Madison
- 2005-2006
  - 1r a Manchester, en Madison
  - 1r a Manchester, en Puntuació

## Palmarès en ruta
- 1989
  - 1r al Tour de Loir i Cher i vencedor d'una etapa
- 1996
  - 1r al Tour de Faso
  - 1r al Tour de Berlín i vencedor d'una etapa
- 1997
  - Vencedor d'una etapa al Tour de Berlín
- 2001
  - Vencedor d'una etapa al Tour de Brandenburg